# Iwan Junak
Iwan Charitonowicz Junak (ros. Иван Харитонович Юнак, ur. 19 marca 1918 we wsi Weremijiwka w guberni połtawskiej, zm. 31 lipca 1995 w Moskwie) – radziecki polityk, I sekretarz Komitetu Obwodowego KPZR w Tule (1961–1985), członek KC KPZR (1961–1986).

## Życiorys
Słuchacz robotniczego fakultetu przy Głuchowskim Instytucie Rolniczym, w latach 1941–1946 w Armii Czerwonej, od lipca 1941 do maja 1942 elew Wojskowej Akademii Artyleryjskiej im. Feliksa Dzierżyńskiego, od 1944 w WKP(b), w latach 1946–1949 agronom i główny agronom w rejonie talneńskim, 1950–1953 I sekretarz Komitetu Rejonowego KP(b)U w Korsuniu Szewczenkowskim, 1953–1954 inspektor KC KPU. W 1954 I zastępca przewodniczącego Komitetu Wykonawczego Rady Obwodowej w Czerkasach, od 1954 do lipca 1961 przewodniczący Komitetu Wykonawczego Rady Obwodowej w Dniepropietrowsku, od 19 lutego 1960 do 27 września 1961 zastępca członka KC KPU. Od 17 lipca 1961 do 5 sierpnia 1985 I sekretarz Komitetu Obwodowego KPZR w Tule (od stycznia 1963 do grudnia 1964: Wiejskiego Komitetu Obwodowego KPZR), od 31 października 1961 do 25 lutego 1986 członek KC KPZR. Od sierpnia 1985 na emeryturze. W latach 1962–1989 deputowany do Rady Najwyższej ZSRR. Odznaczony m.in. pięcioma Orderami Lenina i dwoma Orderami Czerwonej Gwiazdy (1944 i 1944).